# Danny Tol
Danny Tol (Purmerend, 25 maart 1994) is een Nederlands voormalig voetballer die doorgaans speelde als middenvelder. Tussen 2013 en 2020 was hij actief voor FC Volendam, Zwaluwen '30 en RKAV Volendam.

## Clubcarrière
Tol speelde al voor de jeugd voor FC Volendam en hij doorliep de gehele jeugdopleiding bij de club. In de zomer van 2013 werd hij doorgeschoven naar de eerste selectie. Op 22 november maakte Tol als invaller voor Ludcinio Marengo zijn debuut tijdens het duel met FC Emmen (1–5 verlies). Na afloop van het seizoen 2014/15 gaf Tol aan te stoppen met professioneel voetbal en voor zijn maatschappelijke carrière te gaan, ondanks een aanbieding om op amateurbasis door te gaan. In augustus 2015 ging hij aan de slag bij de amateurs van Zwaluwen '30. Een jaar later werd RKAV Volendam zijn nieuwe club. Hier zette hij in 2020 een punt achter zijn actieve loopbaan.

## Clubstatistieken
| Seizoen | Club        | Competitie     | Competitie | Competitie | Beker | Beker | Internationaal | Internationaal | Totaal | Totaal |
| Seizoen | Club        | Competitie     | Wed.       | Dlp.       | Wed.  | Dlp.  | Wed.           | Dlp.           | Wed.   | Dlp.   |
| ------- | ----------- | -------------- | ---------- | ---------- | ----- | ----- | -------------- | -------------- | ------ | ------ |
| 2013/14 | FC Volendam | Eerste divisie | 1          | 0          | 0     | 0     | —              | —              | 1      | 0      |
| 2014/15 | FC Volendam | Eerste divisie | 0          | 0          | 0     | 0     | —              | —              | 0      | 0      |
| Totaal  | Totaal      | Totaal         | 1          | 0          | 0     | 0     | 0              | 0              | 1      | 0      |